# 下山琢磨
下山 琢磨（しもやま たくま、1892年（明治25年）12月1日 - 1957年（昭和32年）12月4日）は、日本の陸軍軍人。最終階級は陸軍中将。

## 経歴
福井県出身。下山筆八工兵大佐の長男として生まれる。東京府立四中、陸軍中央幼年学校予科、同校本科を経て、1913年（大正2年）5月、陸軍士官学校（25期）を卒業。同年12月、陸軍歩兵少尉に任官し歩兵第1連隊付となる。1921年（大正10年）11月、陸軍大学校（33期）を優等で卒業した。
1922年（大正11年）9月、陸士教官に就任し、1925年（大正14年）3月、ドイツ駐在に発令された。1927年（昭和2年）11月、教育総監部付となり、教育総監部課員に異動し、1928年（昭和3年）8月、歩兵少佐に昇進。1930年（昭和5年）8月、陸軍省軍務局課員（軍事課）に転じ、1932年（昭和7年）8月、歩兵中佐に進級し参謀本部員（作戦班）に就任。1933年（昭和8年）4月、軍令部参謀を兼務し、第11師団参謀、満州国軍政部顧問を経て、1936年（昭和11年）8月、歩兵大佐に昇進。1937年（昭和12年）8月、兵科を航空兵科に転じ航空兵大佐となり、北支那方面軍参謀（第1課長）に就任し日中戦争に出征。飛行第16戦隊長を経て、1939年（昭和14年）3月、陸軍少将に進級し陸軍航空技術研究所付となる。
1939年（昭和14年）8月、航空兵団参謀長となり、1941年（昭和16年）11月、陸軍中将に進み太平洋戦争を迎えた。1942年（昭和17年）2月、第4飛行集団長に発令され満州に赴任。同年4月、第4飛行集団が第4飛行師団に改編され師団長となる。1943年（昭和18年）5月、第2飛行師団長に転じ、さらに第3飛行師団長に異動し南京に赴任。1944年（昭和19年）2月、第5航空軍司令官に就任し京城で終戦を迎えた。1945年（昭和20年）12月に復員 。
1947年（昭和22年）11月28日、公職追放仮指定を受けた。

## エピソード
支那派遣軍総司令部は中国側無電の解読により、1944年6月にアメリカ合衆国副大統領ヘンリー・A・ウォレスが蔣介石との会談のために重慶を極秘訪問する情報を得たため、第5航空軍は漢口の独立飛行第18中隊、同第55中隊（一〇〇式司令部偵察機）にウォレス搭乗機（ダグラス DC-4）の撃墜を命じたが、細かいスケジュールが不明の上、中国空域の広大さから遂に搭乗機の捕捉に失敗した。

## 親族
- 弟 下山俊作（陸軍中佐）[1]

## 栄典
勲章
- 1943年（昭和18年）10月9日  - 勲一等瑞宝章[6]